# RSM-56 Bulava
RSM-56 Bulava (rusă: «Булава», "buzdugan", NATO: SS-NX-30) este o rachetă balistică lansată de pe submarin aflat în stadiul de testare. Racheta va intra în serviciul marinei militare ruse pe submarine clasa Borei.
Se bazează tehnic pe racheta SS-27 (Topol-M), dar este mai ușoară și mai sofisticată.
Poate purta 6 capete de luptă MIRV la peste 8,000 de kilometri. 
Propulsie cu combustibil solid în trei trepte.